# Leucaena trichodes
Leucaena trichodes là một loài thực vật có hoa trong họ Đậu. Loài này được (Jacq.) Benth. miêu tả khoa học đầu tiên.